# Sancoins
Sancoins ist eine französische Gemeinde im Département Cher in der Region Centre-Val de Loire. Die Stadt mit 2941 Einwohnern (Stand 1. Januar 2022) gehört zum Arrondissement Saint-Amand-Montrond und zum Kanton Dun-sur-Auron.

## Geografie
Der Ort liegt am rechten Ufer des Flusses Aubois, sowie am aufgelassenen Schifffahrtskanal Canal de Berry, dessen Nordostabschnitt dem Fluss als Seitenkanal folgt.

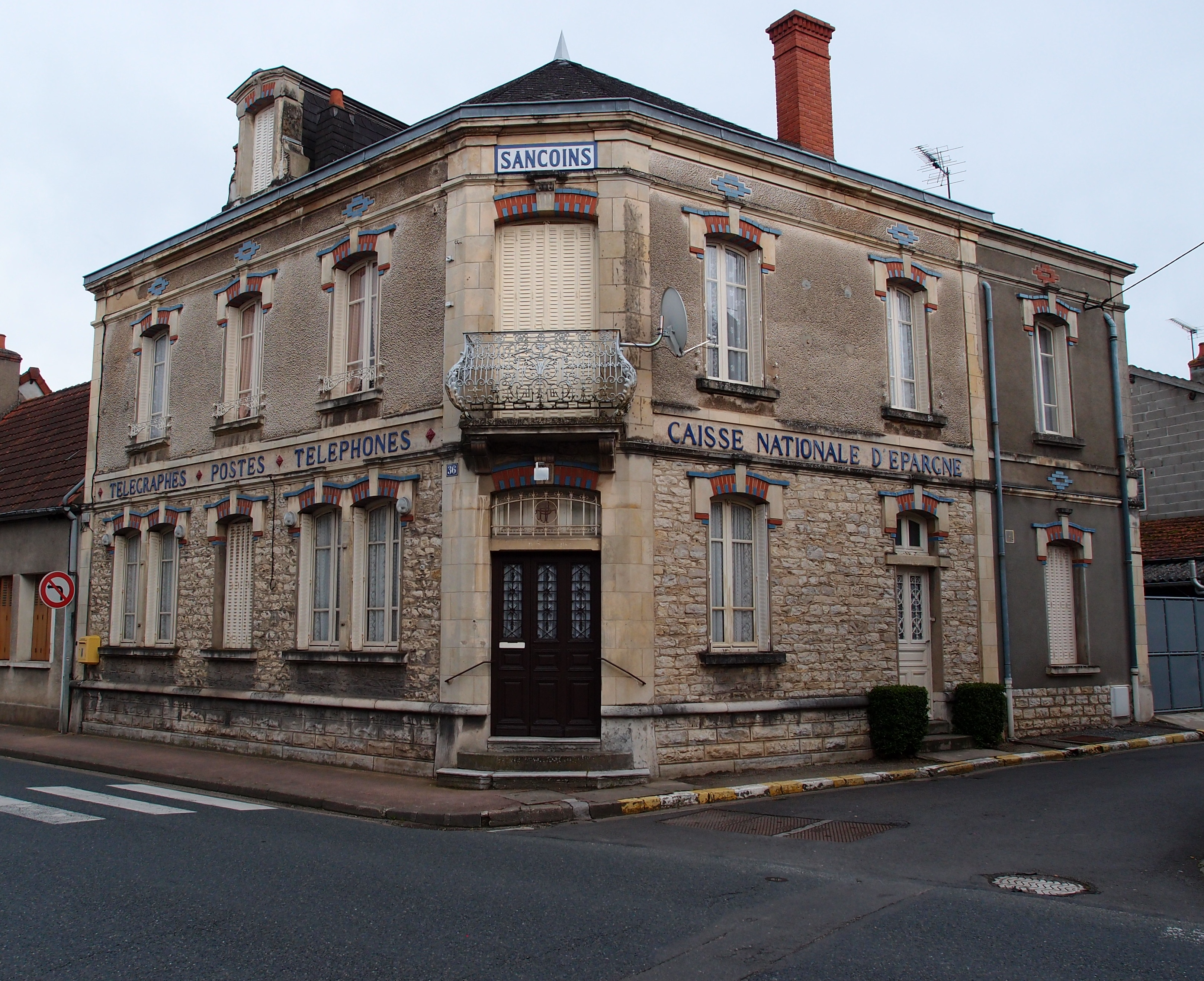
Gebäude der Post in Sancoins, Frankreich

## Bevölkerungsentwicklung
| Jahr                       | 1962 | 1968 | 1975 | 1982 | 1990 | 1999 | 2006 | 2016 |
| Einwohner                  | 3529 | 3502 | 3556 | 3667 | 3634 | 3562 | 3269 | 3090 |
| Quellen: Cassini und INSEE |      |      |      |      |      |      |      |      |

## Persönlichkeiten
Folgende drei Schriftsteller wurden hier geboren:
- Oscar Méténier (1859–1913), Schriftsteller und Theaterleiter
- Marguerite Audoux (1863–1937), Romanschriftstellerin
- Hugues Lapaire (1869–1967)